# Реальна гра
«Реальна гра» (англ. Real Playing Game / RPG) — португальський науково-фантастичний фільм 2013 року. Режисери — Тіно Наварро та Давід Ребордау, продюсер та співсценарист — Тіно Наварро. У головних ролях — Рутгер Гауер, Соріа Чавеш та Педро Гранжер.

## Сюжет
Заможний Стів Баттьє (Рутгер Гауер) відчайдушно шукає спосіб залишитися в живих, оскільки знаходиться вже в дуже поважному віці та смертельно хворий. Коли компанія, відома як RPG, пропонує йому шанс знову стати молодим взамін на величезну суму грошей, він намагається вхопитися за цей шанс. Десять мільйонерів з усього світу будуть поміщені до молодих тіл на десять годин, але з умовою, що кожну годину хтось помре. Схвильваний від поспіху заволодіти молодшим тілом, Стів готовий зробити все, що потрібно, щоб утримати це тіло — незважаючи на те, що відчуття та реальність не завжди тотожні.

## У ролях
- Рутгер Гауер — Стів Баттьє
- Алік Вілтон Реган — Молодий гравець #1
- Дафне Фернандес — Молодий гравець #5
- Сорая Чавеш — Сара
- Улаудія Свонн — Молодий гравець #8
- Нік Ххелілай — Молодий гравець #2
- Віторія Гуерра — Оператор RPG
- Педру Гранжк — Молодий гравець #3
- Кріс Ташима — Хранитель гри
- Дебора Монтейру — Молодий гравець #9
- Кристофер Го — Молодий гравець #4
- Тіну Наварро — Фінансовий спекулянт
- Женев'єв Каповілла — Молодий гравець #6
- Рейбен-Генрі Біггс — Молодий гравець #7
- Сіан Баррі — Молодий Стів Баттьє